# Ernst Lörtscher
Ernst Lörtscher (Bucarest, 12 marzo 1913 – Lens, 8 aprile 1994) è stato un calciatore svizzero, di ruolo centrocampista.

## Palmarès

### Club
- Campionato svizzero: 3

Servette: 1932-1933, 1933-1934, 1939-1940